# Nowa klasyczna

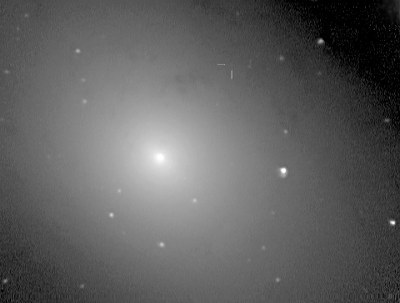
Nowa w Galaktyce Andromedy

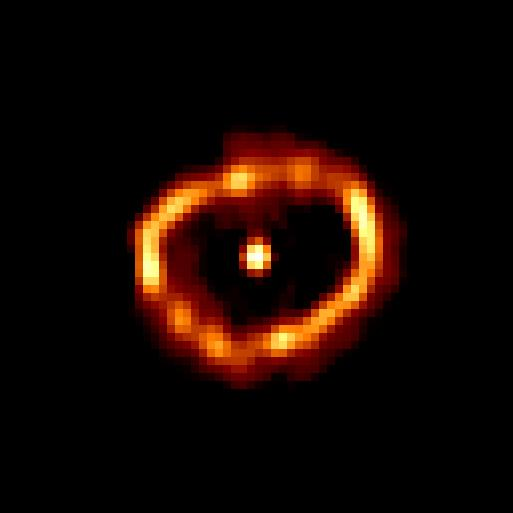
Nova Cygni 1992 – zdjęcie z HST

Nowa klasyczna (ang. classical nova) – gwiazda wybuchowa, w rzeczywistości ciasny układ podwójny złożony z białego karła i gwiazdy ciągu głównego lub nieco odewoluowanej gwiazdy. Mechanizm wybuchu to eksplozja termojądrowa na powierzchni białego karła. W nowych klasycznych wybuch zaobserwowano tylko raz. Układy, w których zaobserwowano rozbłysk kilkukrotnie ze względów historycznych należą do odrębnej klasy gwiazd typu nowa powrotna, a te, których wybuchu jeszcze nie zaobserwowano, należą do klasy gwiazd typu zmienna nowopodobna.
Nazwa tej gwiazdy pochodzi stąd, że z gwiazdy niewidocznej gołym okiem w ciągu krótkiego odcinka czasu staje się gwiazdą łatwo dostrzegalną. Pierwszą gwiazdę nową zaobserwował Hipparch w gwiazdozbiorze Skorpiona.
Typowe amplitudy wybuchów mieszczą się pomiędzy 8 a 15 magnitudo. Z wielkością amplitudy wiąże się tempo spadku jasności po wybuchu. Gwiazdy, które znacząco jaśnieją, obniżają swoją jasność w tempie rzędu dni, a które nie jaśnieją tak bardzo – w tempie rzędu miesięcy. Co roku odkrywa się w naszej Galaktyce kilka do kilkunastu nowych klasycznych.
Rozbłysk gwiazdy nowej można czasami obserwować gołym okiem. Najlepszym przykładem jest Nova Cyg 1975, która rozbłysła 29 sierpnia 1975 w gwiazdozbiorze Łabędzia oraz Nova Del 2013 z 14 sierpnia 2013 roku w gwiazdozbiorze Delfina.

## Mechanizm wybuchu
Jeśli biały karzeł jest w układzie kataklizmicznym, to znaczy ma bliskiego towarzysza – gwiazdę wypełniającą powierzchnię Roche’a, to materia z atmosfery towarzysza przepływa w sposób ciągły w stronę białego karła i stopniowo osiada na jego powierzchni. Opadający gaz to przede wszystkim wodór i hel, główne składniki materii we Wszechświecie. Ulegają one sprasowaniu na powierzchni białego karła przez bardzo silne pole grawitacyjne, a ciągle opadające, nowe ilości materii dodatkowo przyczyniają się do systematycznego wzrostu grubości i temperatury warstwy gromadzącej się na powierzchni białego karła. Ponieważ biały karzeł zbudowany jest z materii zdegenerowanej, to u podstawy otoczki wodorowo-helowej też zaczyna dominować ciśnienie zdegenerowanych elektronów. W momencie, gdy temperatura u podstawy warstwy przekroczy wartość, w której efektywnie zajść mogą reakcje termojądrowe (ok. 20 milionów K), proces spalania wodoru następuje lawinowo, poprzez cykl CNO, ponieważ wzrost temperatury w wyniku spalania nie powoduje natychmiastowego wzrostu ciśnienia powodującego ekspansję i schłodzenie otoczki. Dlatego istotnym parametrem układu podwójnego jest tempo dopływu masy do białego karła (tempo akrecji): gdy jest zbyt duże, powyżej ok. 10−9 masy Słońca/rok, opadająca materia nie ulega kompletnej degeneracji, ciśnienie powodujące ekspansję warstwy wodorowo-helowej może odgrywać rolę stabilizującą i wybuch nie następuje. Typowe tempo akrecji w układzie jest mniejsze, spalanie zachodzi wybuchowo i w krótkim czasie wyzwala się ogromna ilość energii. To powoduje odrzucenie zewnętrznych warstw białego karła, z prędkościami rzędu kilkuset do kilku tysięcy km/s. Ekspandująca otoczka nagrzewa się, a obserwowalnym efektem tego zjawiska jest gwałtowne pojaśnienie gwiazdy. Po osiągnięciu maksimum jasność spada, w miarę jak rozszerzająca się otoczka coraz bardziej rzednie. Całe zjawisko trwa typowo od 20 do 80 dni.
Rozbłysk jest tak jasny, ponieważ reakcje termojądrowe wytwarzają 10 do 100 razy więcej energii z jednostki masy niż czyni to grawitacja w przypadku opadania materii na białego karła. Natomiast odrzucona materia stanowi nieznaczną część masy gwiazdy (ok. 1/10 000).
Odstępy czasu między wybuchami są na ogół na tyle długie, że z danego układu obserwujemy tylko jeden rozbłysk. Są jednak takie źródła, w których rozbłyski zachodzą częściej, jak np. RS Ophiuchi, która rozbłysła siedmiokrotnie (w roku 1898, 1933, 1958, 1967, 1985, 2006 i ponownie w 2021) – wówczas gwiazdy takie określamy mianem nowa powrotna.
Dalsza ewolucja gwiazdy nie jest jasna: albo masa białego karła w wyniku wybuchów zmaleje, albo mimo wszystko masa wzrośnie skutkiem akrecji i biały karzeł wybuchnie jako gwiazda supernowa typu Ia, ulegając przy tym całkowitemu zniszczeniu, albo też masa białego karła będzie rosła na tyle wolno, że układ przestanie być układem półrozdzielonym i ustanie przepływ masy, a z nim rozbłyski typu nowej (Sarna i in. 2005).

## Klasyfikacja nowych
Nowe dzieli się według tempa spadku ich blasku. Nowe szybkie (NA) to te, w których po gwałtownym wzroście jasności następuje spadek o 3 magnitudo w czasie poniżej 100 dni. Nowe powolne (NB) to te, w których spadek jasności o 3 magnitudo zajmuje ponad 150 dni. Bardzo powolne nowe (NC) pozostają w maksimum blasku przez kilka lat, a następnie bardzo powoli słabną.
Nowe powrotne wykazują przynajmniej 2 rozbłyski obserwowane w odstępach 10-80 lat.

## Nowe jako wskaźniki odległości
Gwiazdy nowe są z kilku powodów dobrymi kandydatami na świece standardowe. Są przede wszystkim jasne, w maksimum blasku o około 2 magnitudo jaśniejsze od długookresowych Cefeid. Występują zarówno w galaktykach spiralnych, jak i eliptycznych. Rozkład jasności absolutnych nowych w naszej Galaktyce oraz w M31 wykazuje dwa wyraźne piki, około MV = −7,5 i −8,8 magnitudo.
Z kolei 15 dni po wybuchu, wszystkie nowe mają mniej więcej taką samą jasność i jest to około −5,6 magnitudo. Podstawą kalibracji jest zależność między maksimum blasku a tempem spadku jasności. Rozrzut tej zależności jest niewielki (1 sigma = około 0,1 mag) i wynika przede wszystkim z rozrzutu mas i temperatur białych karłów, różnic tempa akrecji oraz natężenia pola magnetycznego.